# 小行星3048
小行星3048（3048 Guangzhou），又称为广州星，是由紫金山天文台在1964年10月8日发现的主带小行星。
該小行星在1990年1月15日正式以广州市命名。